# Beti Jai
El frontó Beti Jai (que significa en català 'sempre festa') és un edifici madrileny ubicat al barri de Chamberí: inaugurat el 1894 com a rèplica a gran escala del frontó de Sant Sebastià, l'arquitecte Joaquín de Rucoba utilitzà tècniques i materials inusuals per a l'època; després de la prohibició de les apostes en 1918, el Beti Jai deixà d'oferir partits de frontó.
Amb una planta de 3.609 metres quadrats, 1.800 construïts sense comptar la canxa: l'espai de joc, descobert, fa 67 metres de llarg per 20 d'ample i 11 d'alt.
Les instal·lacions tingueren altres usos després de la Guerra Civil espanyola i amenaçaven ruïna; el 1977, el Col·legi Oficial d'Arquitectes de Madrid començà a interessar-se per l'estat del conjunt fins que Fernando Chueca Goitia mamprengué la sol·licitud com a Bé d'interès cultural, que no s'aconseguí fins al 2010; llavors, l'Ajuntament de Madrid el comprà l'any 2013 i en mamprengué la restauració el 2015.

## Història
Construït per a ser lloc de trobada dels bascs a Madrid, de planta semi-el·líptica i amb capacitat per a quatre mil espectadors, el Beti Jai programà partits de pilota basca durant vint-i-cinc anys; durant la Guerra Civil serví de comissaria policial i presó i, durant la dictadura, de local d'assaig per a les cornetes i tambors de la Falange Espanyola; en la dècada del 1960 albergà un taller de reparació d'automòbils i l'any 1989 començà l'abandó de l'espai, del qual caigueren parts de l'estructura.

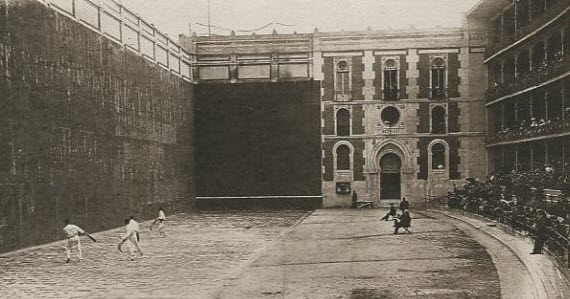
El frontó en 1916
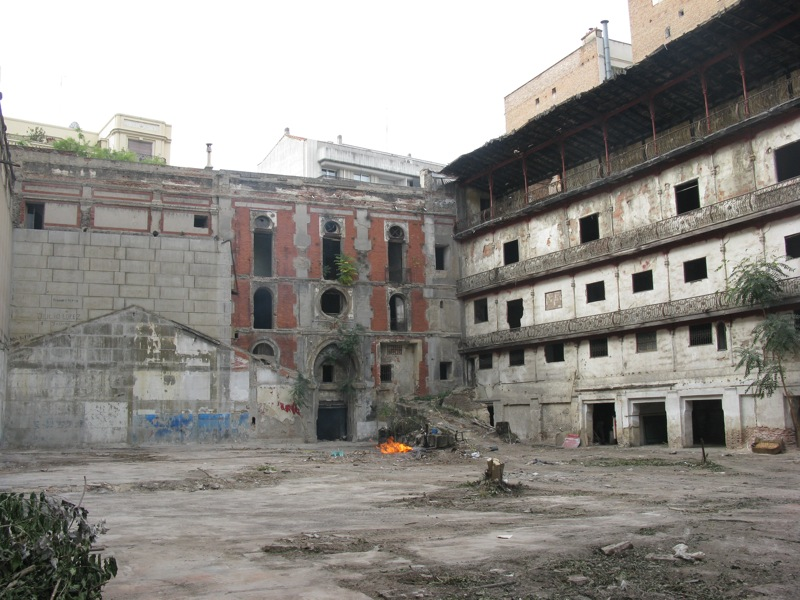
Estat de la canxa (2010)
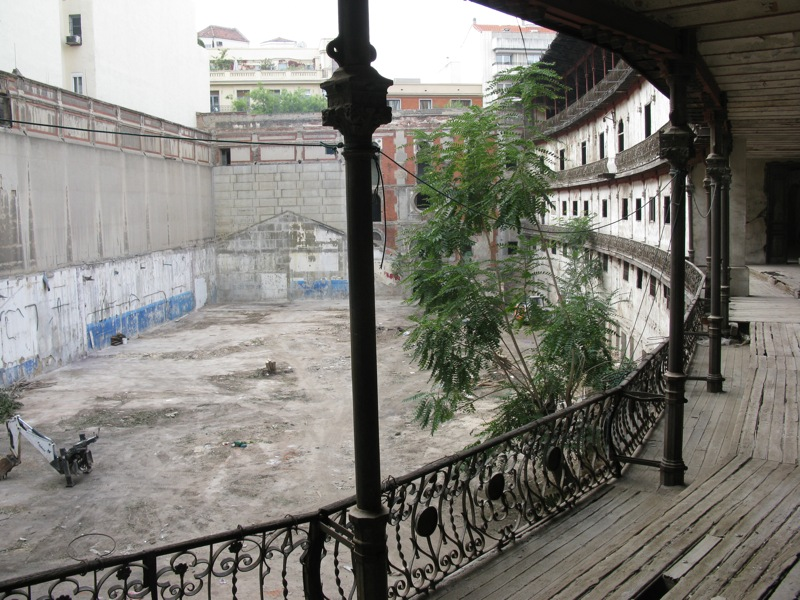
Vista de la galeria (2010)

### Restauració
Ja declarat BIC, l'any 2012 l'ajuntament decidí expropiar-lo —encara que, en 2004, el llavors alcalde Alberto Ruiz-Gallardón ja anuncià l'expropiació—, atés l'estat d'abandó en què el tenien els propietaris del 2008 ençà: l'ens públic Las Artes es mostrà a favor del procés per a salvar-lo de l'especulació immobiliària; la representant d'Izquierda Unida en l'ens, Milagros Hernández, afegí que la rehabilitació de l'immoble hauria de ser un revulsiu de cara a promoure el joc de pilota i, a més, un atractiu per a la candidatura olímpica Madrid 2020, encara que també instà el govern local a prioritzar la restauració de l'interior, molt deteriorat.
El 2013, ja feta l'expropiació, Hernández tornà a insistir en la urgència d'actuar sobre l'immoble, ja que la teulada i les galeries superiors s'havien deteriorat més encara per culpa de l'oratge.
El 2015, el regidor del districte, comparegué en una visita oficial dels tècnics a l'edifici per a valorar l'estat, durant el qual anunciaren que els treballs estructurals de rehabilitació començarien el 2016, després dels quals es debatria l'ús final de la instal·lació, previst per a esdeveniments culturals i deportius.
Els treballs d'urgència per a assegurar la circulació de persones començaren el 9 de desembre del mateix any, amb un pressupost de tres-cents deu mil euros i un termini de cinc mesos en la primera fase, amb una segona prevista per l'any següent, de huit-cents mil euros, per a consolidar l'estructura i l'estanquitat de la teulada; la directora general d'urbanisme de l'ajuntament, Marisol Mena, avançà la intenció de fer un concurs públic d'idees per al lloc, pel qual s'havien interessat arquitectes com Norman Foster o entitats com la Federació Internacional de Pilota Basca.
El 2016, a petició del Defensor del Poble, l'Ajuntament hagué d'informar periòdicament sobre l'estat de l'immoble i el transcurs de les intervencions.
El juliol s'obrí un procés participatiu per a determinar els usos finals del Beti Jai, amb la intervenció de les autoritats implicades per a donar compte dels treballs de rehabilitació i del marc d'intervenció.
Mentrestant, després de la retirada de la coberta original començà la segona fase de la consolidació en setembre del 2016, que es perllongaria fins a l'abril del 2017.
En octubre s'informà que s'obriria un concurs públic per a la concessió dels servicis del lloc, que a més de l'ús dotacional comptaria amb restaurants o zona comercial i per al qual ja hi havien quatre candidatures interessades;
més tard es descartà l'ús comercial però s'inclogué la possibilitat d'afegir una coberta i un aparcament subterrani.

### Oposició
Uns dies després, una representació de trenta associacions veïnals es concentrà a les portes de l'edifici per a protestar i arreplegar firmes contra el pla municipal: en declaracions del portaveu de la plataforma Salvemos el Frontón Beti-Jai, el pla especial estava pensat per a fer guanyar diners als adjudicataris amb la coberta i l'aparcament, i instaven l'ajuntament a restaurar-lo amb diners públics només i oferir la concessió en acabant, amb ús prioritari per a recuperar el joc de pilota.
Encara a finals del 2016, el Tribunal Suprem d'Espanya estimà un recurs d'una entitat privada que considerava la taxació de l'immoble incorrecta i condemnà l'ajuntament a pagar el preu just.

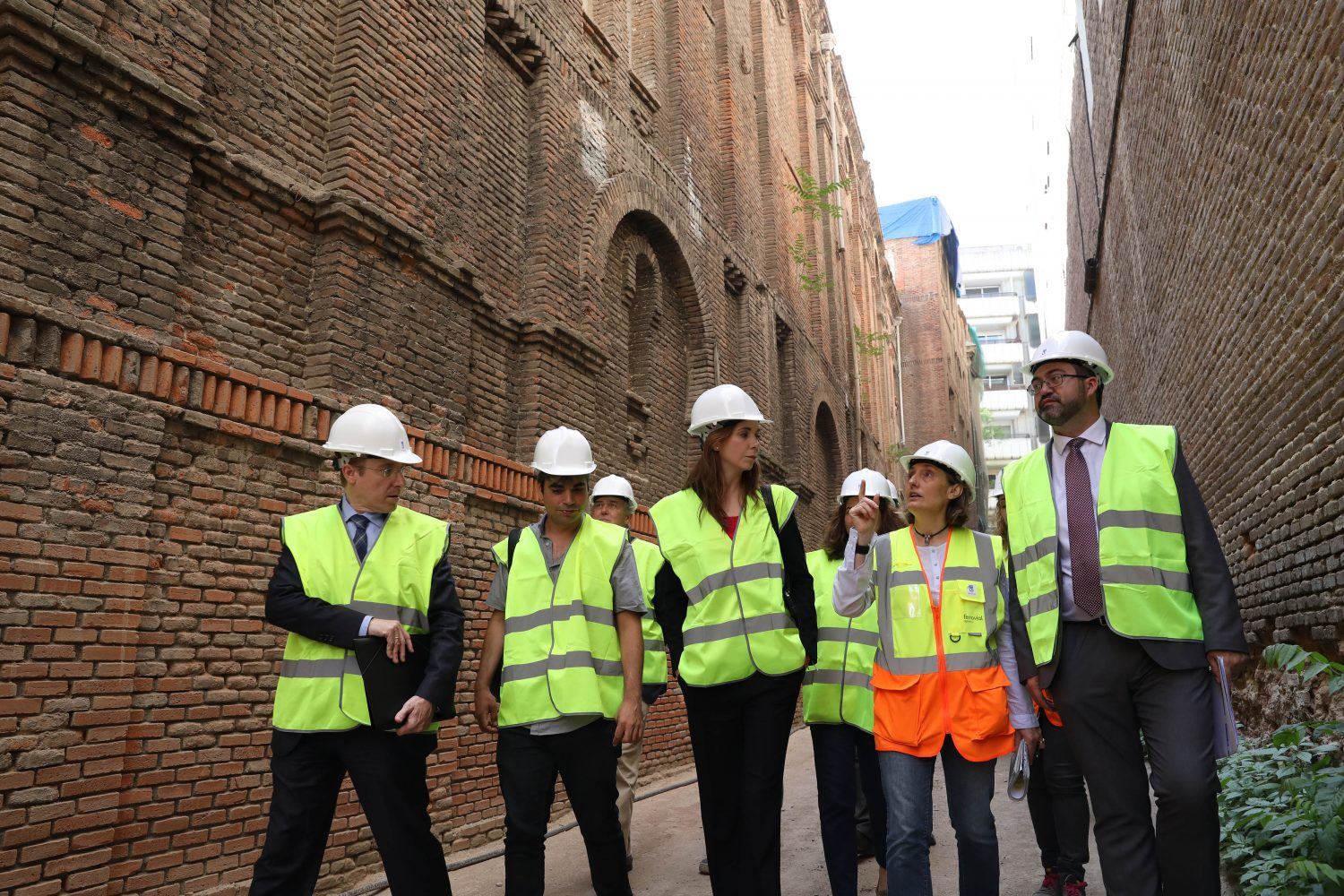

El maig del 2017, l'ajuntament donà per acabada la primera fase de la restauració:
el 8 d'eixe mes s'obrí el recinte als mitjans en una presentació oficial a càrrec del delegat d'economia i hisenda, Carlos Sánchez Mato, i altres càrrecs, durant la qual donaren compte de la restauració de la frontera amb motles dels elements decoratius perduts, l'eliminació dels barandats que cegaven les graderies i el descobriment d'un arc neomudèjar i unes teules planes.
L'informe favorable de la Comunitat de Madrid augmentà l'edificabilitat un 10%, eximia l'edifici d'incloure l'aparcament obligatori a tot recinte esportiu i permetia la instal·lació d'una coberta translúcida:
l'alcaldessa, Manuela Carmena, defengué la instal·lació de la coberta front a les crítiques del PSOE local, que plantejà dubtes sobre la finalitat del recinte.
El 2 d'octubre del mateix any, El País publicà que l'alcaldessa planejava cedir l'ús a una empresa basca per a muntar un restaurant i partits de pilota, però Carmena desmentí la notícia i assegurà que es mantenia el compromís de sotmetre-ho a concurs públic.

### Concurs projectual
Al maig del 2018, Carmena anuncià la imminència del concurs d'idees, que es resoldria a partir de setembre, i l'execució del projecte guanyador durant el primer trimestre del 2019, alhora que informà de la restauració de les escales amb inversions financerament sostenibles.
Poc després, l'associació Hispania Nostra per a la conservació del patrimoni passà el Beti de la seua «llista roja» a la «llista verda» en reconéixer les actuacions mampreses per l'ajuntament.
El concurs, convocat per l'Ajuntament i el Col·legi Oficial d'Arquitectes de Madrid, es presentà el primer de juny, amb quatre punts clau: garantir «l'accessibilitat universal de l'edifici, l'evacuació d'aforaments, la col·locació d'instal·lacions de climatització» i de nou la possibilitat de la coberta.
Els finalistes es feren públics el 22 de novembre: Bizitza berria, nueva vida para el Beti Jai, dels arquitectes Javier Coronado Palomero, Amelia Rodríguez de la Torre Somoza i la col·laboració de Renée Martínez, quedà en primer lloc, seguit dels projectes Tres mil de contracancha i Chiquito returns; el projecte guanyador —«vida nova» en basc— incloïa múltiples usos per al lloc, a més d'aspectes d'accessibilitat i sostenibilitat com l'arreplegada d'aigües pluvials i d'energia solar.
Però, el grup municipal del partit Ciudadanos recorregué la decisió del jurat per un suposat incompliment de les bases quant a la presentació requerida d'un pressupost d'execució material, per la qual cosa exigiren l'anul·lació o la reversió del concurs al moment en què Bizitza berria hauria d'haver sigut descartat.
Finalment, el Tribunal Superior de Justícia de Madrid estimà dos recursos presentats pel grup municipal del PSOE i l'associació Madrid Ciudadanía y Patrimonio i declarà nul el projecte;
l'ajuntament hagué de suspendre el concurs per decret per no dispondre de temps per a refer el projecte abans de les eleccions municipals espanyoles de 2019.
No obstant això, l'executiu en funcions oferí una jornada de portes obertes al públic en general en juny del 2019, atenent les nombroses peticions de visita.